# 廣崎利洋
廣崎 利洋（ひろさき としひろ、1947年2月4日 - ）は、日本の実業家、馬主。

## 経歴
甲南大学を卒業後、イタリアへ渡りオリベッティの日本法人に入社。帰国後、1973年に25歳の若さでコンサルティング会社のASK PLANNING CENTERを西宮市に創業した。その後3年間のうちに東京都まで進出し、ビブレ、天王洲アイル（シーフォートスクエア）、広島のアルパーク、小倉のコレット、銀座シャネル、大江戸温泉物語などの都市開発に関与。ファッションビルというコンセプトを生み出したとされている。
その後はASK GROUP HOLDINGSの代表取締役となり、ASKグループなど数社の企業を国内で主宰している。

## 馬主活動

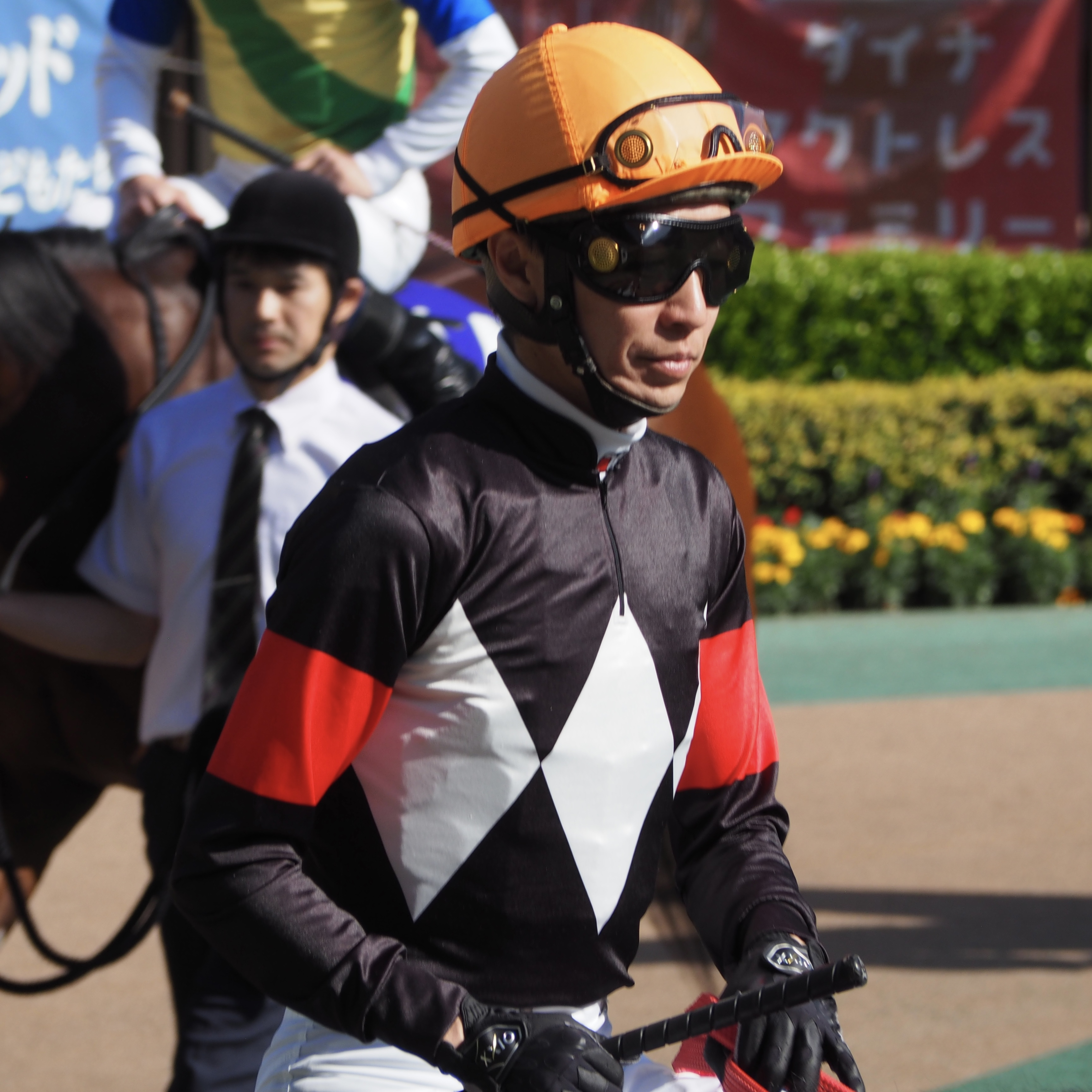
廣崎の勝負服を着用した武豊

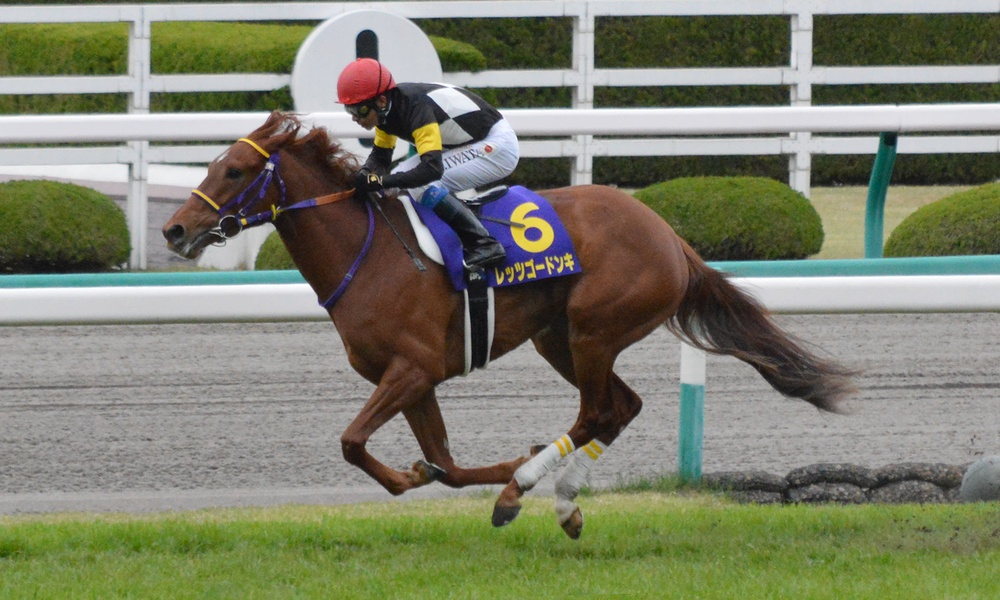
廣崎利洋HD（旧個人名義）の勝負服を着用した岩田康誠、騎乗馬レッツゴードンキ

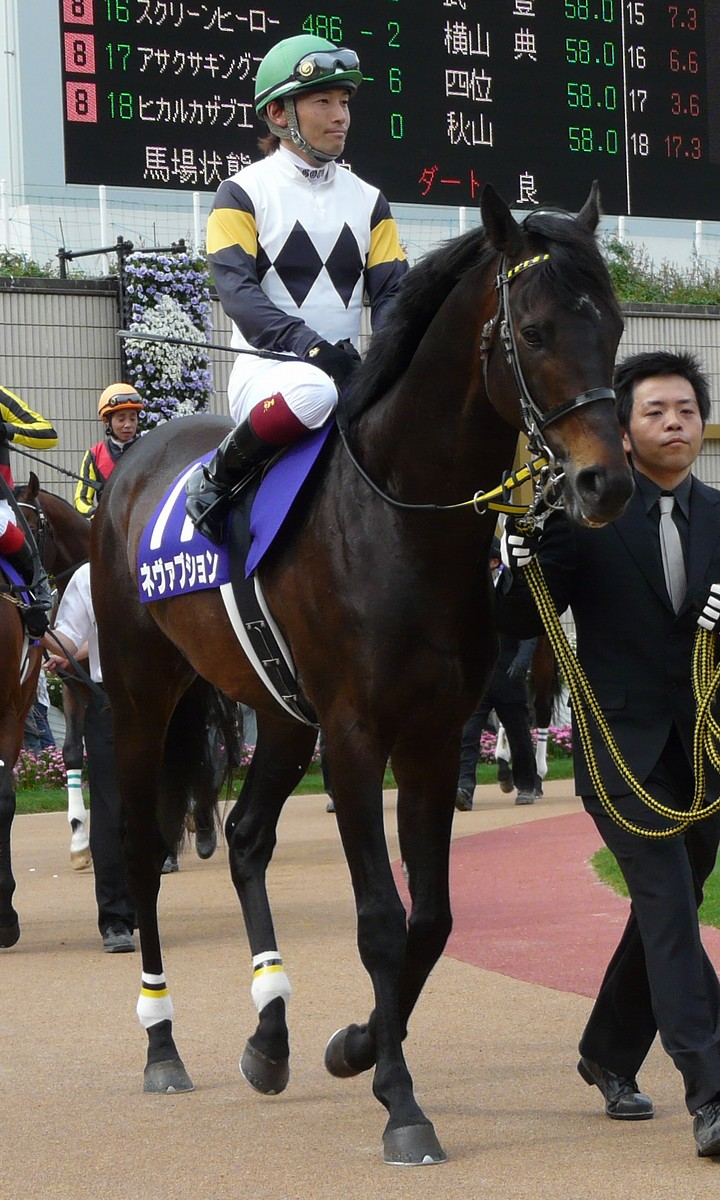
ティーエイチの勝負服を着用した後藤浩輝、騎乗馬ネヴァブション

西宮市で小売業を営む両親のもとで育った廣崎は、学生の頃から商品の配達で阪神競馬場の厩舎に出入りしており、シンザンやメイズイの時代から競馬に関心をもっていた。甲南大学在学中には馬術部の友人に馬に乗せてもらうこともあった。馬券を買うようになってからも阪神競馬場に通っており、こうしたことから阪神競馬場の大レースである桜花賞を最大の目標にするようになった。
1987年、豊田善一（野村證券副社長）、細川益男らの紹介で馬主となった。初めて所有した競走馬は、華麗なる一族と呼ばれる牝系の祖マイリーの曾孫で、800万円で購入。アスクヒーローと名付けられ、伊藤雄二調教師に預託された同馬は1989年の初夏、その年最初に行なわれる札幌競馬場の2歳戦に出走した。他の出走馬の中では2億円で購買された米国産のシアトルスルー産駒であるドラゴンラリーが話題を集めていたが、アスクヒーローはこれを負かして1着となり、馬主としての初所有馬で初出走で初勝利をあげた。
2015年、レッツゴードンキが桜花賞を勝利し、馬主業28年目でGI初優勝。
現在は個人名義のほか、法人名義の「廣崎利洋HD」の2つの名義で競走馬を所有している。個人名義の勝負服の柄は、かつては黒、白菱山形、袖黄一本輪であったが、現在は黒、白菱山形、袖赤一本輪に変更されている。法人名義の勝負服は以前の個人名義のものと同一。冠名には、社名より「アスク」を用いる。また、名前の後部に「モア」が付く場合は共同所有馬である。
なお、以前は「ピーアンドピー」、「ティーエイチ」の名義でも馬を走らせていたが、いずれの名義も現在は使用されていない。この名義の勝負服の柄は白、黒菱山形、黒袖黄一本輪で、冠名には「アスク」のほか、「ネヴァー」「ネヴァ」も使用されていた。上記の2つの名義における重賞勝ちは、「ティーエイチ」名義でネヴァブションで勝利したGII3勝のみとなっている。

## 主な所有馬

### GI級競走優勝馬
- レッツゴードンキ（2014年阪神ジュベナイルフィリーズ2着、2015年桜花賞、2016年JBCレディスクラシック2着、2017年京都牝馬ステークス、高松宮記念2着、スプリンターズステークス2着、2018年高松宮記念2着）
  - 名義：廣崎利洋→廣崎利洋HD
- ストレイトガール（2014年シルクロードステークス、スプリンターズステークス2着、高松宮記念3着、ヴィクトリアマイル3着、香港スプリント3着、2015年ヴィクトリアマイル、スプリンターズステークス、2016年ヴィクトリアマイル）
  - 名義：廣崎玲子→廣崎利洋→廣崎利洋HD
- アスクビクターモア（2022年弥生賞ディープインパクト記念、菊花賞、東京優駿3着）
  - 名義：廣崎利洋HD、吉田照哉との半持ち[1]

### 重賞競走優勝馬
- フューチャサンデー（2000年クイーンカップ）
  - 名義：廣崎利洋
- ネヴァブション（2007年日経賞、2009年アメリカジョッキークラブカップ、2010アメリカジョッキークラブカップ）
  - 名義：ピーアンドピー→ティーエイチ→廣崎利洋
- ファンタジスト（2018年京王杯2歳ステークス、小倉2歳ステークス）
  - 名義：廣崎利洋
- アスクワイルドモア（2022年京都新聞杯）
  - 名義：廣崎利洋HD、吉田照哉との半持ち[1]
- ボンボヤージ（2022年北九州記念）
  - 名義：廣崎利洋
- プリティーチャンス（2022年レディスプレリュード）
  - 名義：廣崎利洋HD[8]
- アスクワンタイム（2023年小倉2歳ステークス）
  - 名義：廣崎利洋[9]

### その他の所有馬
- アスクコマンダー（2001年忘れな草賞）
  - 名義：廣崎利洋→ピーアンドピー
- アスクジュビリー（2003年若草ステークス）
  - 名義：廣崎利洋→ピーアンドピー→ティーエイチ
- アスクデピュティ（ミュゼスルタンの母）
  - 名義：廣崎利洋

## エピソード
レッツゴードンキ
- 所有馬レッツゴードンキの名付け親は、廣崎と親しいという実業家の安田隆夫であり、安田が創業したディスカウントストア、ドン・キホーテに由来するとされる。なお、登録上の馬名の由来は『さあ進もう「ドンキホーテ」のように』というものである。
- そのレッツゴードンキが優勝した桜花賞では、廣崎は普段と異なり馬主席ではなくゴール前のフェンス沿いで観戦していた。そのため、ゴールの瞬間には周囲にいたファンから握手攻めに遭ったという。